# Асанчек
Асанчек (кирг. Асанчек) — село в Кара-Сууском районе Ошской области Кыргызстана. Входит в состав Мадынского айылного аймака.

## География
Село расположено в северо-западной части области, на расстоянии приблизительно 15 километров (по прямой) к югу от города Кара-Суу, административного центра района. Абсолютная высота — 1067 метров над уровнем моря.

## Население
Согласно оценочным данным Национального статистического комитета Кыргызской Республики, численность населения села на начало 2023 года составляла 6437 человек.
| год     | 2009 | 2014 | 2015 | 2020 | 2021 | 2023 |
| ------- | ---- | ---- | ---- | ---- | ---- | ---- |
| человек | 5501 | 5326 | 5505 | 6115 | 6163 | 6437 |